# Kopytów (województwo mazowieckie)
Kopytów – wieś w Polsce położona w województwie mazowieckim, w powiecie warszawskim zachodnim, w gminie Błonie. Ma status sołectwa.
| SIMC    | Nazwa           | Rodzaj    |
| ------- | --------------- | --------- |
| 0000201 | Kopytów-Majątek | część wsi |
| 0000218 | Zofiówka        | część wsi |

Wierni Kościoła rzymskokatolickiego należą do parafii św. Antoniego w Łaźniewie.
Wieś szlachecka Kopytowo położona była w drugiej połowie XVI wieku w powiecie błońskim ziemi warszawskiej województwa mazowieckiego. W latach 1975–1998 miejscowość administracyjnie należała do województwa warszawskiego. 
Kopytów leży u zbiegu Utraty i Zimnej Wody. O kilometr w kierunku północno-zachodnim znajduje się grodzisko w Błoniu nazywane „szwedzkimi okopami” – dawna siedziba kasztelanii Rokitno. Do dziś zachowały się potężne wały podgrodzia o wysokości do ośmiu metrów i stożek gródka kasztelańskiego.
Obecnie znajduje się przy granicy z Błoniem. We wsi znajduje się komin który pozostał po zburzeniu cegielni. Komin ten jest punktem orientacyjnym dla samolotów.